# Quinta Avenida Suroeste
La 5.ª Avenida Suroeste (Quinta Avenida Suroeste) es una vía urbana de sentido norte‑sur en el cuadrante suroeste de la ciudad de Managua, Nicaragua. Sirve como eje de conexión entre los barrios de Bolonia y 380, enlazando importantes arterias metropolitanas.

## Trazado
La avenida inicia en el norte desde la intersección con la Pista Gaza, continúa hacia el sur y pasa por la 11.ª Calle Suroeste al norte del barrio Bolonia. Atravesando ese sector, luego cruza la 8.ª Calle Suroeste y bordea el área del barrio Golfo Pérsico. Más al sur, intersecta con el Paseo Naciones Unidas y termina en el sur en la Pista Juan Pablo II, dentro del barrio **380**, cerca del paso a desnivel de dicha vía.

## Intersecciones principales
- Pista Gaza – Inicio norte, conecta con la Dupla Norte.
- 11.ª Calle Suroeste – Cruce dentro del barrio Bolonia, acceso residencial.
- 8.ª Calle Suroeste – Vía intermedia urbana.
- Paseo Naciones Unidas – Conexión con arteria principal del este de Managua.
- Pista Juan Pablo II – Final sur, nodo urbano en barrio 380.

## Barrios que atraviesa
- Bolonia
- Colonia Los Robles
- Barrio 380

## Coordenadas
12°7′32″N 86°14′50″O / 12.12556, -86.24722